# Maria Chmieleńska
Maria Chmieleńska ps. Klara (ur. 1869 w Kijowie, zm. ok. 1945) – polska działaczka socjalistyczna, niepodległościowa i feministyczna.

## Życie i działalność
Urodziła się w polskiej rodzinie ziemiańskiej, h. Leszczyc w Kijowie, córka generała armii rosyjskiej Antoniego (1835–1920) i Walerii z Brzostowskich (1838–1921). Dwaj bracia ojca, Ignacy i Zygmunt, byli uczestnikami powstania styczniowego. Jej młodszą siostrą była Helena Sujkowska. Uczyła się w gimnazjum żeńskim w Kijowie, gdzie uczestniczyła w pracach tajnego kółka samokształceniowego. Po ukończeniu szkoły pracowała jako prywatna nauczycielka w Kijowie, m.in. udzielała lekcji Anatolijowi Łunaczarskiemu. W 1897 przeniosła się do Warszawy, nadal pracując jako prywatna nauczycielka. Tam w 1898 wstąpiła do Polskiej Partii Socjalistycznej. Posługując się pseudonimem „Klara” brała udział w kolportażu nielegalnej prasy partyjnej. Uczestniczyła też w pracy oświatowej, wykładając język polski i historię w kółkach robotniczych. Od 1899 kierowała pracą kół kobiecych i prowadziła koła metalowców w Warszawie. Aresztowana w marcu 1901 i przetrzymywana do 14 sierpnia w X Pawilonie Cytadeli. Zwolniona za kaucją, została skazana w 1903 przez Warszawską Izbę Sądową na 3 lata zesłania do guberni wiackiej. Po amnestii obniżono jej karę zesłania o rok. Po powrocie do Warszawy w styczniu 1905 jako członek Warszawskiego Okręgowego Komitetu Robotniczego prowadziła tzw. biuro centralne PPS, później kolejno kierowała pracą dzielnic PPS Powiśle i Mokotów. W sierpniu 1905 ponownie aresztowana i osadzona na oddziale kobiecym tzw. ,,Serbia” więzienia na Pawiaku. Zwolniona za kaucją 30 września 1905, wróciła do poprzedniej działalności. Następnie była członkiem OKR PPS kolejno w Kaliszu i Lublinie. Po rozłamie w PPS od września 1906 należała do Polskiej Partii Socjalistycznej – Frakcji Rewolucyjnej. W 1907 zagrożona aresztowaniem wyjechała do Rosji, przez pewien czas mieszkając u rodziny w Kijowie.
Po wybuchu I wojny światowej mieszkając w Warszawie podjęła na nowo działalność w PPS-Frakcji odbudowując jej struktury wraz z Arturem Śliwińskim. Następnie działała w warszawskim OKR PPS. Brała także udział w pracach Polskiej Organizacji Wojskowej. W listopadzie 1915 brała udział w założeniu Uniwersytetu Latającego, którego członkiem zarządu pozostała do 1924. Delegatka na XII i XIII Zjazd PPS, od stycznia 1916 kierowała pracami Centralnego Wydziału Oświatowego CKR PPS. W latach 1916–1918 współpracowała z tygodnikiem partyjnym „Jedność Robotnicza”. Z ramienia PPS członkini Centralnego Komitetu Narodowego od listopada 1916 do lutego 1917. Uczestniczyła w pracach Komisji Szkolnej CKN. Jednocześnie uczestniczyła w pracach Ligi Kobiet Pogotowia Wojennego, początkowo w kole warszawskim. Od 28 czerwca 1917 do 29 grudnia 1918 członkini Naczelnego Zarządu LKP PW – reprezentowała w nim okręg warszawski. Uważała wówczas, że Liga powinna się zajmować głównie działalnością oświatowo-kulturalną oraz polityczną. Uczestniczyła w zjeździe zjednoczeniowym Lig Galicji, Śląska i Królestwa (29–30 grudnia 1918 w Krakowie) – gdzie została wybrana do Naczelnego Zarządu LKP – reprezentowała w nim okręg warszawski. Brała także udział w pracach POW. Działaczka Centralnego Komitetu Równouprawnienia Kobiet (1918).
W okresie międzywojennym pracowała od 1919 jako urzędniczka Sekcji II Ubezpieczeń Społecznych w Ministerstwie Pracy i Opieki Społecznej. Politycznie była zaangażowana w działalność Polskiej Partii Socjalistycznej, uczestniczyła w zjazdach partyjnych, m.in. w XVIII Kongresie PPS (23–27 lipca 1921 w Łodzi). Była szczególnie aktywna od 1924 w Centralnym Wydziale Kobiecym. W kwietniu 1927 była delegatką na VII Zjazd Kobiet PPS w Warszawie. W czerwcu 1928 została wybrana wiceprzewodniczącą Warszawskiego Wydziału Kobiet PPS, a 24 września 1928 skarbnikiem Prezydium Centralnego Wydziału Kobiecego. Z ramienia tego Wydziału współpracowała z Towarzystwem Służby Społecznej, gdzie kierowała sekcją ogródków działkowych. Zajmowała się także działalnością oświatową oraz sprawami opieki nad młodzieżą i dziećmi. Reprezentowała PPS na Zjeździe Oświaty Robotniczej w Liège (1930). Członkini Klubu Politycznego Kobiet Postępowych (1919–1930).
Pod koniec lat 30. wycofała się z działalności w PPS, zaczęła interesować się teozofią i zbliżyła się do Towarzystwa Teozoficznego. Okupację spędziła w Warszawie. Po powstaniu warszawskim 1944, chora, została umieszczona w szpitalu w jednej z podwarszawskich miejscowości. Niedługo potem zmarła.

### Wspomnienia
Maria Chmieleńska, Początki pracy PPS wśród kobiet, „Głos Kobiet” czerwiec–lipiec 1926; wersja elektroniczna – Portal Lewicowo.pl

## Ordery i odznaczenia
- Krzyż Niepodległości (13 kwietnia 1931)[11]
- Srebrny Krzyż Zasługi (dwukrotnie: 9 listopada 1932[12], 5 czerwca 1936[13])